# فرود از صلیب (فان در ویدن)

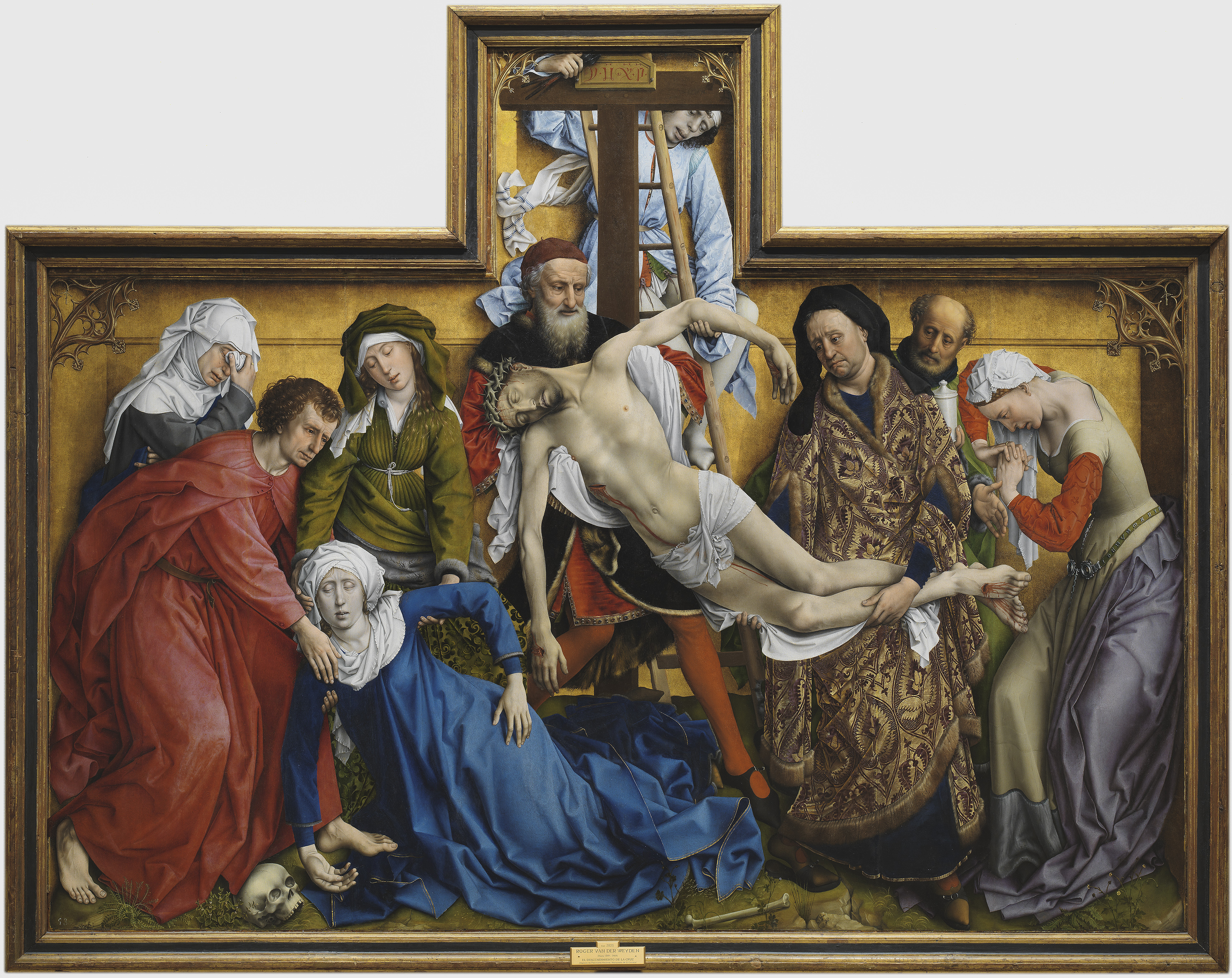
فرود از صلیب، حدود ۱۴۳۵ میلادی. رنگ روغن روی پنل از چوب بلوط، ۲۲۰ سانتی‌متر × ۲۶۲ سانتی‌متر. موزه دل پرادو، مادرید

فرود از صلیب (همچنین فرود مسیح از صلیب) نام یک نقاشی اثر هنرمند فلاندری، روخیر فان در ویدن، است که در حدود سال ۱۴۳۵ میلادی آفریده شده و در حال حاضر در موزه دل پرادو واقع در مادرید نگهداری می‌شود. در این اثر، عیسای به صلیب کشیده‌شده، از صلیب فرود آمده و جسد بی‌جانش توسط یوسف الرامی و نیکودیمس در دست گرفته شده‌است. در پایین پای مسیح، مریم مجدلیه در حال گریه به تصویر کشیده شده‌است.
تخمین سال آفرینش اثر به ۱۴۳۵ میلادی، بر پایهٔ سبک آن و نیز کسب شهرت و ثروت فان در ویدن در این دوره، که به احتمال زیاد، به علت اعتباری بوده که این نقاشی به او بخشیده، به دست آمده‌است. این اثر در اوایل دورهٔ کاری او و اندکی پس از اتمام دورهٔ شاگردی‌اش در نزد رابرت کمپین خلق شده و تأثیر کمپین روی آن مشهود است. به‌طور خاص، تأثیرگذاری کمپین بیشتر در زمینهٔ سطوح دارای حجاری‌های سخت، چهره‌های واقع‌گرایانه و رنگ‌های اصلی زنده، همچون سرخ، سفید و آبی، بوده‌است. این اثر تلاشی آگاهانه از سوی فان در ویدن در جهت خلق یک شاهکار و کسب اعتبار جهانی است.
مورخان هنری معتقدند که این اثر تا حدودی، تأثیرگذارترین نقاشی هلندی از تصلیب عیسی بوده‌است و به‌طور گسترده تا دو قرن پس از خلق آن، کپی شده و از آن تأثیر گرفته شده‌است. تأثیر عاطفی سوگوارانی که بر جسد عیسی اشک می‌ریزند و تصویرسازی دقیق فضا در این اثر فان در ویدن، بازخوردهای گسترده‌ای از سوی منتقدان داشته‌است.